# مايكل غريفيث
مايكل غريفيث (بالإنجليزية: Michael Griffith)‏ (1965)؛ روائي أمريكي.